# Sebastian Frycz
Sebastian Frycz (ur. 3 grudnia 1978 roku w Szczyrku) – polski kierowca rajdowy, jeden z najbardziej utytułowanych zawodników młodego pokolenia. Dwukrotny mistrz Polski gr. N (2001, 2003), mistrz Polski Trofeum S1600 (2002), wicemistrz Polski w klasyfikacji generalnej (2003), zdobywca Pucharu PZM (2000).
Sebastian Frycz karierę rozpoczynał od startów w enduro. W 1996 roku został wicemistrzem Polski w klasie 125 junior. W rajdach samochodowych zadebiutował w 1998 roku na trasie Rajdu Barbórki Cieszyńskiej. W 2000 roku wystartował w pełnym cyklu RSMP za kierownicą Citroena Saxo VTS, zdobywając tytuł mistrza Polski w klasie N-2 oraz Puchar PZM.
Pod koniec sezonu zadebiutował w samochodzie Mitsubishi Lancer Evo V, którym, po pozyskaniu prężnego sponsora w postaci serwisu internetowego Hoga.pl, kontynuował starty w mistrzostwach Polski, zdobywając tytuł mistrza Polski gr. N.
Kolejny sezon rozpoczął w tym samym samochodzie, aby po dwóch rajdach zająć miejsce Waldemara Doskocza za kierownicą Opla Corsy S1600 w zespole EFL – Corsa Rally. Ostatecznie Frycz triumfował w Trofeum S1600, po drodze wygrywając w klasyfikacji generalnej Rajd Rzeszowski, będąc jak dotąd najmłodszym zwycięzcą klasyfikacji generalnej rajdu zaliczanego do cyklu RSMP, jak i jedynym zawodnikiem, który dokonał tego w samochodzie klasy S1600. Sezon zakończył udanym startem w Rajdzie Waldviertel, gdzie prowadząc Toyotę Corollę WRC, debiutując jednocześnie w samochodzie tej klasy, zajął 5. miejsce.
W 2003 roku Frycz powrócił do gr. N, w której ostatecznie odniósł zwycięstwo, zdobywając jednocześnie tytuł wicemistrza Polski w klasyfikacji generalnej.
Po tragicznej śmierci Janusza Kuliga na początku 2004 roku, Frycz został zaproszony do zespołu Fiat Selenia Rally Team, gdzie we Fiacie Punto S1600 miał ponownie walczyć o tytuł Mistrza Polski w klasie S1600. Ostatecznie zajął drugie miejsce, tuż za Grzegorzem Grzybem. Ten sam wynik powtórzył w 2005 roku, tym razem ulegając jedynie Michałowi Kościuszce.
W 2006 roku Sebastian Frycz kontynuował starty za kierownicą Fiata Punto S1600 w RSMP w barwach zespołu Fiat Selenia Rally Team, jednocześnie zaliczając prywatnie kilka startów tym samym samochodem w Mistrzostwach Czech. Jednakże po nieudanej pierwszej części sezonu, kiedy Frycz stracił szanse walki o tytuł mistrza Polski w klasie S1600, zerwał kontrakt z Fiatem. Jak podawał, główną przyczyną była zła atmosfera w zespole, która uniemożliwiała mu walkę z czołówką swojej klasy. Niedługo po tym Frycz wstąpił do zespołu Subaru Poland Rally Team, w którym za kierownicą N-grupowego Subaru Impreza N11 kontynuował starty w mistrzostwach Polski.
W tym sezonie Frycz został zawodnikiem PSO Michelin Rally Team, w którym za kierownicą Subaru Impreza N12 zajął 3. miejsce w mistrzostwach Polski.

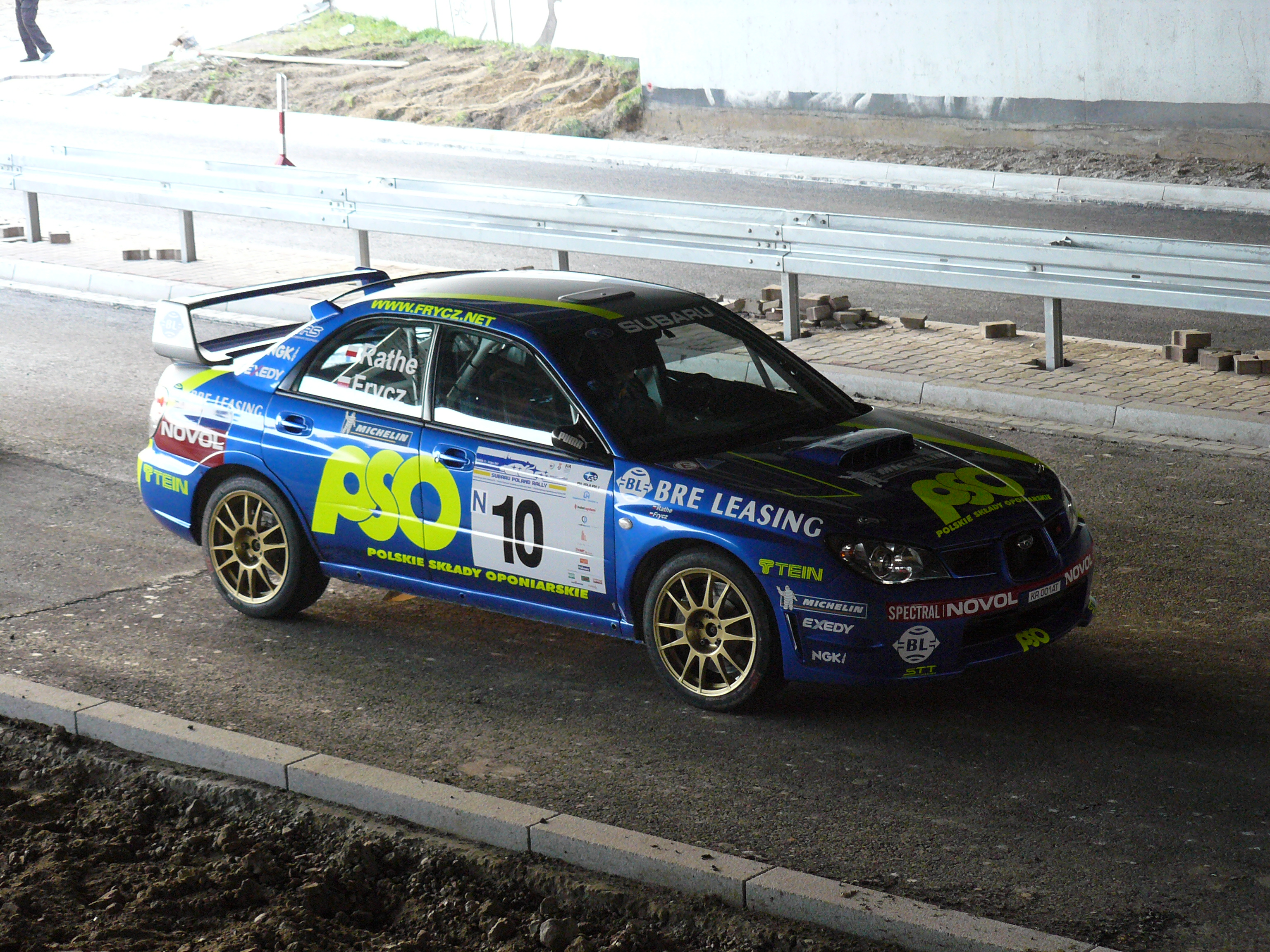
Sebastian Frycz i Jacek Rathe na trasie Rajdu Wawelskiego w 2007 roku
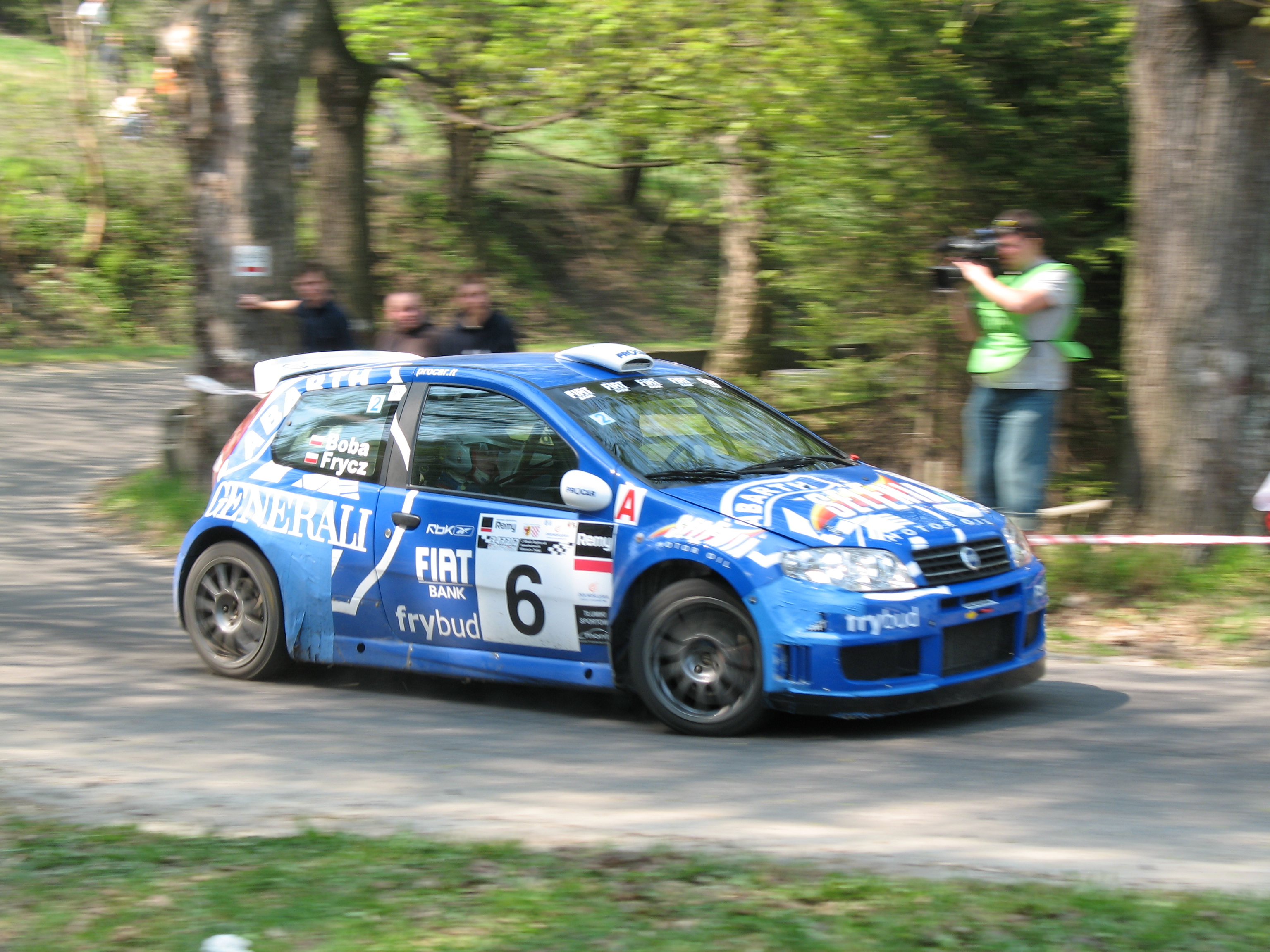
Sebastian Frycz (Fiat Punto S1600) na trasie 34. Rajdu Elmot